# Giannis Papaioannou

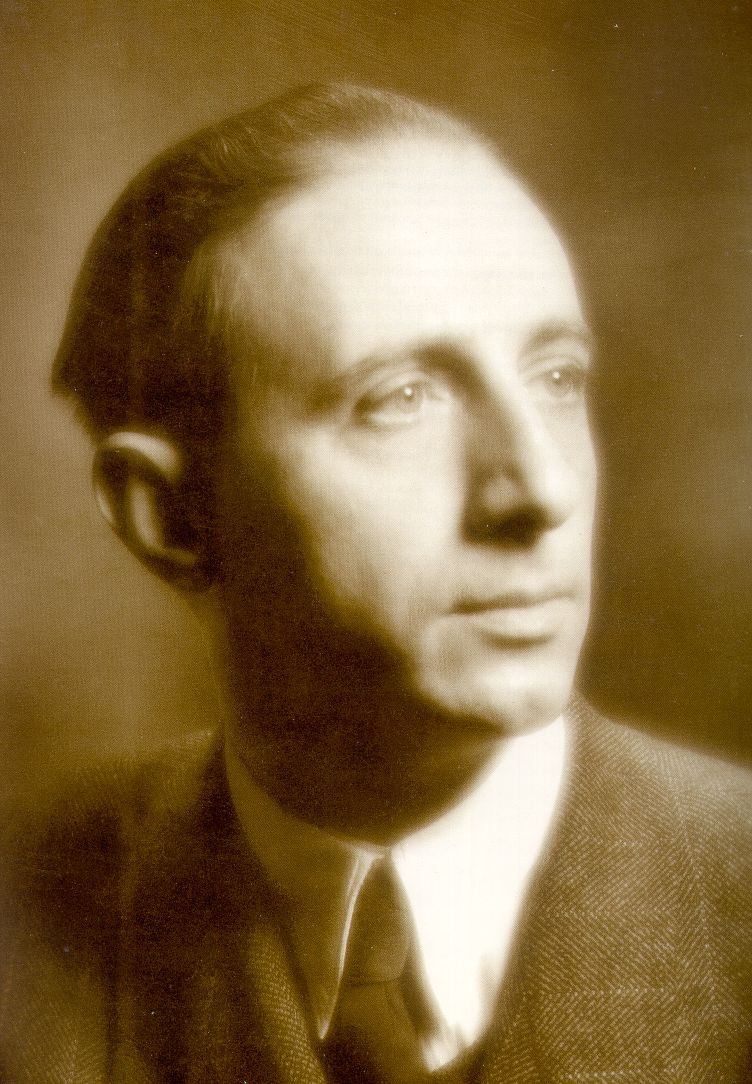
Giannis Papaioannou

Giannis Papaioannou (griechisch Γιάννης Παπαϊωάννου, auch Yannis; * 24. Dezember 1910 in Kavala; † 1989 in Athen) war ein griechischer Komponist.

## Leben
Papaioannou studierte am Odeion in Athen und war Schüler von Arthur Honegger. 1953 wurde er Professor für Musiktheorie und Komposition in Athen, 1965 bis 1975 leitete er die griechische Gesellschaft für Neue Musik.
Er komponierte unter anderem fünf Sinfonien, fünf Tongemälde und zwei sinfonische Dichtungen, ein Choreographisches Praeludium und ein Triptychon für Streicher, drei Orchestersuiten, ein Orchesterkonzert, ein Klavier- und ein Violinkonzert, kammermusikalische Werke, Klavierstücke, Kantaten, Chorwerke und Lieder sowie Schauspielmusiken.